# Gianellaite
La gianellaite è un minerale.